# Meramec Township (comté de Dent, Missouri)
Meramec Township est un ancien township du comté de Dent dans le Missouri, aux États-Unis,.